# (174) Fedra
(174) Fedra es un asteroide perteneciente al cinturón de asteroides descubierto por James Craig Watson el 2 de septiembre de 1877 desde el observatorio Detroit de Ann Arbor, Estados Unidos.
Está nombrado por Fedra, un personaje de la mitología griega.

## Características orbitales
Fedra orbita a una distancia media del Sol de 2,861 ua, pudiendo alejarse hasta 3,27 ua. Tiene una inclinación orbital de 12,13° y una excentricidad de 0,1432. Emplea en completar una órbita alrededor del Sol 1767 días.